# Pédagogie neutre
 (décembre 2020).
- Si vous ne connaissez pas le sujet, laissez ce bandeau (vous pouvez alors contacter les auteurs).
- Si vous supprimez le contenu mis en cause (vous pouvez préalablement contacter les auteurs),

argumentez précisément cette suppression dans la page de discussion
(un manque de référence n'est pas un argument ; une recherche réelle de référence doit avoir été effectuée, être formellement documentée).
 (décembre 2020).
Si vous disposez d'ouvrages ou d'articles de référence ou si vous connaissez des sites web de qualité traitant du thème abordé ici, merci de compléter l'article en donnant les références utiles à sa vérifiabilité et en les liant à la section « Notes et références ».
La pédagogie neutre est une manière alternative d'enseigner qui concerne plus particulièrement les questions de genre à l'école. 
Certains établissements scolaires dans le monde, notamment en Suède, mettent en place une pédagogie dite dégenrée, neutre ou anti-sexiste.

## Grands principes
La pédagogie neutre repose sur le principe de neutralité du genre. Ce dernier décrit l’idée que la politique, le langage et toute autre institution sociale doivent éviter de distinguer des rôles prédéfinis par la société entre les hommes et les femmes en raison de leur genre. 
Ainsi, l’objectif principal de la pédagogie neutre est d’empêcher stigmatisation et discrimination des genres supposés tenir tel ou tel rôle dans la société en raison de leur sexe biologique ou de leur genre.

## Le pronom suédois "hen" et la pédagogie neutre
En 2010, la Suède est reconnue comme le pays le plus sexuellement égalitaire du monde par le Forum économique mondial. Les Suédois détiennent le taux d’emploi féminin le plus élevé du monde et plus de la moitié des diplômes sont obtenus par des femmes. Le congé parental dure environ un an et quatre mois et comporte deux mois réservés aux pères.
Mais, pour de nombreux Suédois, l'égalité des sexes ne suffit pas. Beaucoup font pression pour que le gouvernement et la société ne tolèrent plus la moindre distinction entre les sexes : en plus d’une société sexuellement égalitaire, la Suède serait alors sexuellement neutre. Pour de nombreux militants de la neutralité sexuelle, la société devrait jusqu’à viser à effacer totalement les stéréotypes et les rôles sexuels traditionnels, notamment grâce au langage, pour ne désigner chacun qu’en tant que personne.
Ainsi, la pédagogie neutre utilise des outils linguistiques comme le pronom personnel neutre hen qui se détache des stéréotypes de genre. Hen ne désigne pas quelqu’un par son sexe mais plutôt en tant qu’individu à part entière. Ce pronom personnel fut mentionné pour la première fois par des linguistes suédois au milieu des années 1960 lors d’une discussion à propos du pronom neutre finnois hän. Puis, en 1994, le linguiste Hans Karlgren suggéra son ajout en tant que nouveau pronom personnel. Selon lui, la langue suédoise manquait de nuance et il fallait inventer un terme pour « permettre de parler d'une personne sans avoir à préciser son sexe ».
D'abord d'usage très marginal, hen s'est progressivement répandu et connaît une réelle expansion depuis les années 2000 grâce au mouvement féministe suédois. En mai 2012, quelques jours après la Journée internationale des femmes, le pronom hen fut ajouté à la version numérique de l'Encyclopédie nationale suédoise. L'annonce de cette dernière s'est faite au beau milieu d'un débat houleux sur la neutralisé sexuelle agitant les colonnes des journaux, les plateaux de télévision, les blogs parentaux et autres sites féministes. Récemment, en juillet 2014, l'Académie suédoise annonça que hen ferait son entrée dans la quatorzième édition du Svenska Akademiens Ordlista (SAOL), qui doit paraître en 2015. 
L’utilisation de la langue fait débat : en 2005, le Conseil des langues qui suit l’évolution du langage exprimait son opposition face à l’utilisation du pronom hen. Mais la publication de deux livres : Auto pornographie (Självpornografi) écrit par Asa Maria Kraft et Kivi et le monstre chien (Kivi & Monsterhund) de Jesper Lunqvist et Bettina Johansson placent ce nouveau pronom au centre de l’histoire et font changer d’avis le Conseil des langues. « Nous continuons de penser qu’il vaut mieux utiliser d’autres stratégies comme il/elle ou bien la forme passive, mais nous n’interdisons à personne de l’utiliser et nous pensons même qu’il est respectueux de le faire quand quelqu’un qui ne se reconnaît dans aucun des deux genres le demande », explique Susanne Carlsson. Néanmoins, certains auteurs s’opposant à l’utilisation du pronom hen répondent par la publication de livres jeunesse tels que Kann med hen d'Anette Skanhlberg et Katarina Dahlquist.
L'ouvrage Kivi et le monstre chien fait d'ailleurs partie des outils pédagogiques utilisés par le corps enseignant des deux maternelles Egalia et Nicolaigarden dans le documentaire Il, elle, hen, la pédagogie neutre selon la Suède (2013 ; Arte F).

## En France
Sous le mandat du président François Hollande, le 7 septembre 2012, Najat Vallaud-Belkacem, alors ministre déléguée aux Droits des Femmes, et Dominique Bertinotti, ministre déléguée à la Famille, ont visité la première crèche neutre française. La crèche Bourdarias a été créée en 2009 à Saint-Ouen afin de lutter contre les préjugés de genre et s’inspire des écoles Egalia et Nicolaigarden en Suède. L’équipe de la crèche, formée avec un spécialiste suédois, lutte donc contre le sexisme en pratiquant une pédagogie «active égalitaire» : elle essaie de laisser ouvert le champ des possibles à chaque enfant, garçon ou fille.
La ministre du Droit des Femmes, qui a souvent pris la Suède en exemple, souhaite encourager ce type d’établissements, car selon elle « on n’arrivera pas à l’égalité si on ne s’attaque pas à la construction des stéréotypes dès le plus jeune âge. »
Ainsi, le ministère des Droits des Femmes et le ministère de l’Éducation nationale ont mis en place durant l’année scolaire 2013-2014 un programme expérimental mettant au point la politique du genre neutre à l’intérieur même de plus de 600 classes de 275 écoles maternelles et/ou primaires : l’ABCD de l’égalité.
Dix académies se sont portées volontaires : Bordeaux, Clermont-Ferrand, Créteil, Corse, Guadeloupe, Lyon, Montpellier, Nancy-Metz, Rouen et Toulouse, dans le but de lutter contre les inégalités de traitement entre filles et garçons qui induisent des inégalités de réussite scolaire et d’orientation scolaire et professionnelle.